# Petung (Bejen)
Petung is een bestuurslaag in het regentschap Temanggung van de provincie Midden-Java, Indonesië. Petung telt 633 inwoners (volkstelling 2010).